# Odmalea schaefferi
Odmalea schaefferi är en insektsart som först beskrevs av Barber 1906.  Odmalea schaefferi ingår i släktet Odmalea och familjen bärfisar. Inga underarter finns listade i Catalogue of Life.